# 沙姆羅克鎮區 (內布拉斯加州霍爾特縣)
沙姆羅克鎮區（英語：Shamrock Township）是位於美國內布拉斯加州霍爾特縣的一個行政鎮區。

## 地方資料
沙姆羅克鎮區的面積為140.87平方千米，當中陸地面積為140.82平方千米，而水域面積為0.05平方千米。根據2020年美國人口普查的數據，當地共有人口40人，而人口密度為每平方千米0.28人。